# Histoire des Juifs en république démocratique du Congo
L'histoire des Juifs en république démocratique du Congo date du temps de la colonisation belge dans ce qui était alors appelé le Congo belge. Les premiers Juifs qui s'y installent sont des Ashkénazes venus d'Afrique australe. Ils sont suivis par des Juifs de Rhodes qui, mettant à profit le développement des moyens de communications modernes à partir des années 1930, vont établir de nombreux magasins en brousse. La communauté principale reste longtemps établie à Élisabethville (Lubumbashi), dans le Katanga, où est fondée la première synagogue. Une communauté a aussi existé à Luluabourg (Kananga), dans le Kasaï. On compte jusqu'à 3 000 Juifs dans la colonie. Après l'indépendance de 1960, et surtout à partir des années 1970, la situation économique et sécuritaire se détériore progressivement au Congo. La communauté de Kinshasa, la capitale, est alors la dernière à se maintenir. On y compte environ 200 Juifs au XXIe siècle.

## Histoire

### Premières arrivées

Localisation des trois communautés historiques des Juifs du Congo.

Les premiers Juifs du Congo arrivent vers 1904-1906, en provenance d'Afrique du Sud. Ils s'établissent à Élisabethville (de nos jours Lubumbashi), la capitale du Katanga, riche province minière du Congo. Ce sont des Ashkénazes originaires de Pologne, de Lituanie, de Roumanie ou de Russie. L'un d'eux, Benjamin Granat, arrivé jusque-là dans un chariot à bœufs se lance dans l'élevage de bétail et finit par fonder une boucherie. Un autre Juif lance la première imprimerie du Katanga et édite son propre journal, L’Étoile du Congo. La « Congrégation israélite du Katanga » est fondée en 1909, ses membres acquièrent alors un petit local de 50 m2 qu'ils transforment en oratoire. Le premier Juif de Rhodes à s'installer au Katanga est Salomon Benatar. Parti clandestinement à 12 où 14 ans sur un bateau en partance pour l'Égypte, où il vit un temps de petit commerce, il s'embarque ensuite, toujours clandestinement pour le Mozambique attiré par les richesses du continent africain. Arrivé au port de Beira, il y monte le premier magasin pour Européens. Plus tard, il s'installe en Rhodésie. De là, il rejoint à pied en 1904, à la tête d'une petite troupe armée, le Katanga où Élisabethville vient d'être fondée. Il y installe un magasin, et fait venir des membres de la communauté de Rhodes.

### Émigration des Juifs de Rhodes
Dans les années 1920, la construction d'un réseau ferré au Katanga permet de désenclaver la région. C'est à cette époque que des Juifs de Rhodes, alors colonie italienne, s'installent au Congo en raison de difficultés économiques sur leur île natale. À mesure que le réseau ferré s'étend, ils installent des comptoirs le long de son parcours. Les Congolais leur vendent des produits agricoles : huile de palme, coton, maïs, manioc, arachide, et les Juifs leur fournissent des produits manufacturés, casseroles, allumettes, savons etc. Après avoir acquis de cette manière un capital, certains Juifs retournent à Élisabethville, où ils fondent des magasins et des industries (usines textiles, minoteries) Ils jouent ainsi un rôle important dans le développement économique de la région.
La crise économique de 1929 touche durement le Congo belge et pousse les Juifs ashkénazes de la colonie à émigrer en Afrique du Sud, en Rhodésie du Sud et Rhodésie du Nord (actuels Zimbabwe et Zambie). Dès lors, la communauté juive du Congo est majoritairement composée de Séfarades. À Élisabethville, les membres de la communauté acquièrent un terrain où ils édifient une synagogue qui se dresse toujours de nos jours au centre de la ville. Ils font venir un rabbin de Rhodes, Moïse Levy. Celui-ci sert pendant 53 ans la communauté juive, devenant en 1953 le grand rabbin du Congo.

### Évolution des communautés
La communauté juive congolaise compte à son apogée quelque 3 000 membres. Ils sont répartis entre Élisabethville, Léopoldville (Kinshasa) et Luluabourg (Kananga).
La communauté d'Élisabethville est historiquement la communauté la plus structurée : elle compte à elle seule 2 200 membres jusqu'en 1967. Cependant, les troubles de l'indépendance (sécession katangaise) et la zaïrianisation, lancée en 1973 par le président Mobutu, qui aboutit à l'expropriation des biens des expatriés et à une crise économique majeure vident la communauté. Celle-ci cesse d'exister après les troubles de 1991-1993 et les pillages qui s'ensuivent.
Des Juifs de Rhodes qui sillonnent le Kasaï pour leurs activités commerciales fondent dans les années 1930 une petite communauté à Luluabourg (Kananga), une localité née de l'arrivée du train. On y compte 300 Juifs jusqu'en 1967. En 1975, la communauté disparaît.
La communauté de Kinshasa, ancienne Léopoldville, capitale du Congo, est la seule qui subsiste de nos jours. La ville compte 400 Juifs en 1960, date à laquelle la communauté est officiellement fondée. En raison de l'instabilité des provinces orientales, des Juifs du Katanga viennent s'y installer, si bien que la communauté compte 750 membres en 1985. En 1977, la communauté engage son premier rabbin, Armand Torjman. La seconde synagogue du Congo y est construite en 1987, sur un terrain cédé par le président Mobutu à la communauté. Après les pillages de 1991-1993, on ne compte plus que 200 Juifs au Congo, regroupés dans la capitale. Le pays compte un seul rabbin, Shlomo Bentolila du mouvement Loubavitch, sur place depuis 1992.
Plusieurs enfants naturels de Juifs du Congo ont joué un rôle important dans l'histoire congolaise. Ainsi, l'ancien chef du gouvernement et président du sénat Kengo wa Dondo (né Léon Lubicz) a pour père un médecin juif polonais. Moïse Katumbi Chapwe, ancien gouverneur du Katanga et opposant à Joseph Kabila, est quant à lui le fils d'un juif de Rhodes. Le créateur de mode Olivier Strelli, né Nissim Israël, également fils de juif de Rhodes, est né par ailleurs à Kinshasa en 1946.

## Sources de l'article
- Kadima, la communauté israélite de Kinshasa, n.16

1. ↑  Moïse Rahmani, Un peu d'histoire, sur le site sefarad.org
2. ↑  Roland Baumann, « Indépendance : Les Juifs du Congo se souviennent », sur centre communautaire laïc juif, 8 juin 2010 (consulté le 17 juin 2011)
3. ↑  « Belgian pride - fashion - 1980s- : Nissim Israël & Olivier Strelli », sur skynetblogs.be via Internet Archive (consulté le 14 octobre 2023).